# Список українських офіцерів загиблих в російсько-українській війні (2022)
Список містить імена офіцерів силових структур України, які загинули в 2022 році під час російсько-української війни. Поділ здійснено на вищий, старший та молодший офіцерський склад.

## Старший офіцерський склад
| Прізвище та ім'я                 | Звання       | Підрозділ   | Дата загибелі  | Місце загибелі               |
| -------------------------------- | ------------ | ----------- | -------------- | ---------------------------- |
| Пистун Ярослав Миколайович       | полковник    | ОТУ "Північ | 22 лютого 2022 | Сиротине                     |
| Стеценко Святослав Олександрович | полковник    | 59 ОМПБр    | 5 травня 2022  | Лисичанськ                   |
| Хмара Ігор Віталійович           | підполковник | 7 БрТА      | 19 травня 2022 | Липове (Бахмутський район)   |
| Шуда Олексій Адольфович          | майор        | 14 РТБр     | 24 лютого 2022 | Липецьке                     |
| Гуцол Олег Вікторович            | майор        | 14 РТБр     | 24 лютого 2022 | Липецьке                     |
| Коломієць Дмитро Валерійович     | майор        | 39 БрТА     | 24 лютого 2022 | Кринцілів                    |
| Зінченко Віталій Віталійович     | майор        | полк «Азов» | 5 травня 2022  | Маріуполь                    |
| Негар Ілля Борисович             | майор        | 7 БрТА      | 19 травня 2022 | Липове (Бахмутський район)   |
| Лунковський Валентин Ярославович | майор        | 95 ОДШБр    | 22 травня 2022 | Долина (Краматорський район) |

## Молодший офіцерський склад
| Прізвище та ім'я             | Звання            | Підрозділ           | Дата загибелі  | Місце загибелі     |
| ---------------------------- | ----------------- | ------------------- | -------------- | ------------------ |
| Сидоров Антон Олегович       | капітан           | 30 ОМБр             | 19 лютого 2022 | Миронівський       |
| Ковальський Павло Васильович | капітан           | 30 ОМБр             | 6 травня 2022  |                    |
| Кримський Іван Степанович    | капітан           | 81 ОАеМБр           | 20 травня 2022 | Богородичне        |
| Прудкий Олег Вікторович      | капітан           | КОРД                | 22 травня 2022 | Запорізька область |
| Супрун Ілля Костянтинович    | старший лейтенант | 25 ОПДБр            | 10 січня 2022  | Крута Балка        |
| Демидчук Ігор Олександрович  | старший лейтенант | 95 ОДШБр            | 21 лютого 2022 | Зайцеве            |
| Гордієвич Ірина Василівна    | старший лейтенант | БПСПОП «Луганськ-1» | 24 лютого 2022 | Щастя              |
| Журавський Вадим Віталійович | старший лейтенант | 95 ОДШБр            | 20 травня 2022 | Донецька область   |
| Гуссіді Сергій Миколайович   | лейтенант         | 81 ОАеМБр           | 16 травня 2022 | Вугледар           |